# Alex Haley's Queen
Alex Haley's Queen (nota anche come Queen) è una miniserie televisiva statunitense del 1993, andata in onda in tre puntate il 14, 16 e 18 febbraio sulla rete televisiva CBS. La miniserie è un adattamento del romanzo Queen: The Story of an American Family di Alex Haley e David Stevens; è diretta da John Erman e scritta dallo stesso Stevens.
In Italia è inedita.

## Trama
La miniserie racconta la vita di Queen, una giovane donna mulatta interpretata da Halle Berry. Vengono affrontati i problemi della schiavitù negli Stati Uniti d'America durante il XIX e il XX secolo. Nel corso della sua vita, Queen ha difficoltà ad adattarsi a due culture diverse, molte delle quali dovute al suo sangue misto. Dopo varie disavventure, conoscerà Alexander Haley, che sposerà e da cui avrà il figlio Simon, padre dell'autore del libro da cui è tratta la serie.

### Parte 1
La serie inizia con la relazione tra James Jackson Jr., il figlio del proprietario della piantagione , e una schiava, Ester, nella tenuta dei Jackson, conosciuta come Forks of Cypress, vicino a Florence, nel nord dell'Alabama .  James e Ester sono cresciuti insieme (entro i limiti sociali della cultura delle piantagioni) e gradualmente i loro sentimenti si sono trasformati in romanticismo.  Tuttavia Ester è la figlia di uno schiavo della casa afro-americana, il capitano Jack, e il suo vero amore, Annie, un'altra schiava, che discende dagli Cherokee , e che non è più nella proprietà di Jackson.
James Jackson Sr., un immigrato irlandese che ha accumulato una considerevole ricchezza, si ammala e muore presto.  Pochi minuti dopo la morte James Jr. si ritira nel conforto della casa della tessitura, dove è nata Ester e dove vive e lavora.  James e Ester fanno l'amore, poi, diversi mesi dopo, mentre sono soli, la schiava gli rivela che è incinta di suo figlio.  Nel frattempo, Sally Jackson, la neovedova, incoraggia suo figlio, James Jr., a sposare la ricca, rispettabile e socialmente parigrado Elizabeth "Lizzie" Perkins, la figlia di una tenutaria vicina.
L'8 aprile 1841, Ester dà alla luce una bambina sana.  Eccitato dalla sua nuova nipotina, il capitano Jack annuncia alla famiglia e agli amici durante la cena nella "grande casa" che un bambino schiavo è appena nato, e assicura a James che "Ester sta benissimo".  Questo non piace a Lizzie, che è presente per la cena, e che presto diventerà la fidanzata di James.  Lizzie, avendo concluso che il nuovo bambino è il figlio di James, si scusa dal tavolo e lancia un attacco.  Qualche istante dopo giura a sua madre che non lo sposerà mai, ma sua madre la convince altrimenti.  Il Capitano Jack inizia a riferirsi alla bambina come Principessa, ma, quando James inserisce la nascita nel libro dei record, scrive il nome Queen .  Lascia anche vuota la sezione per il nome del padre.
James propone il matrimonio con Lizzie la sera dopo, e Lizzie accetta. Il matrimonio si svolge in casa qualche tempo dopo.  James continua a visitare durante la notte Ester, a volte ogni sera, durante il suo fidanzamento e il suo matrimonio.  Sebbene James sia il marito di Lizzie, è ancora innamorato di Ester.  Più tardi Lizzie scopre che è rimasta incinta.  Lei e James danno il benvenuto a una figlia, Jane, che Queen frequenta e serve.  Anche se Jane e Queen sono sorellastre, la famiglia non riconosce questa relazione (a causa dello status di schiava di Queen).
James in seguito persuade Ester a far vivere Queen nella casa principale, dove può ricevere una formazione come cameriera .  Sia Ester che Lizzie si oppongono a questo piano, ma la parola di James è definitiva, quindi all'età di 5 anni Queen si trasferisce nella villa.  Jane e Queen crescono come amiche e compagne di giochi.  Tuttavia, gli altri bambini schiavi stuzzicano e tormentano Queen a causa della sua pelle chiara e della sua capacità di leggere e scrivere.  Nel 1860, diversi anni dopo, le due giovani donne, Queen e Jane, sono cresciute e cominciano a attirare l'attenzione dei giovani a Florence.
L'anno successivo, nel 1861, l'Alabama si separa dagli Stati Uniti , il Nord dichiara guerra al Sud e James entra nell'esercito confederato e si dirige verso nord.  Mentre James cavalca in una cavalleria, Ester conferma alla regina che è il suo "pappy".  Il 21 luglio 1861, durante la prima battaglia di Bull Run, nella contea del principe William , in Virginia , vicino a Manassas , James subisce una ferita che lo fa scaricare e rimandare a casa.  Quando James arriva a casa, viene a sapere che Jane, sua figlia legittima, è morta durante un'epidemia di difterite , e raggiunge la tenuta solo pochi istanti dopo che Ester, con la figlia accanto a lei, muore di difterite.
Queen continuerà a servire le tenutarie superstiti ormai anziane, Sally e Lizzie, nella grande casa, e, in assenza di un sovrintendente, ne assume anche le funzioni, supervisionando la restante forza lavoro dopo che metà di loro è andata via e si è diretta a Nord.
Presto James forma un reggimento, riceve una promozione al grado di colonnello e torna in guerra.  Alla fine l'Esercito dell'Unione raggiunge Florence e la piantagione di Jackson, dove i soldati del Nord saccheggiano e derubano, distruggendo prontamente le proprietà, insultandoo le donne e gli schiavi e brutalizzano quest'ultimi, a beneficio dei quali hanno affermato di combattere la guerra per liberarli.
Durante un'altra battaglia, il Col. Jackson subisce un'altra ferita, che provoca l'amputazione del suo braccio destro senza anestesia di alcun tipo.  Il Capitano Jack muore come un uomo libero, con Sally Jackson e Queen al suo fianco.
La signorina Jackson consiglia a Queen di andare dove potrebbe desiderare tra i neri, dicendo che non c'è cibo né posto per lei nella tenuta, e che non può aspettarsi alcun aiuto da loro, nonostante il noto rapporto tra l'ex-schiava e la famiglia Jackson.  Queen, tuttavia, obietta fortemente, insistendo sul fatto che la piantagione è la sua casa, e loro sono la sua famiglia.  Parson Dick, un altro schiavo lì, tuttavia la mette in guardia dalle difficoltà che attendono i mulatti, i meticci e coloro che discendono da non-bianchi nella nuova società libera.

### Parte 2
Il signor Henderson, l'ex sorvegliante e sua moglie hanno lasciato la piantagione di Jackson, e ora gestiscono un negozio di alimentari nelle vicinanze, dove giovani uomini bianchi e indiani si incontrano, e James commercia.  Il signore e la signora Henderson, tuttavia, insultano liberamente James e Queen.
Dopo uno spiacevole scontro al negozio con la signora Henderson e con alcuni dei giovani uomini bianchi, Queen scappa e si nasconde fino al mattino successivo, poi, stanca e affamata, torna a casa.  Queen e Lizzie scambiano parole poco gentili e Queen se ne va.  Mentre si ferma sulla tomba di sua madre, la signorina Jackson le fa l'addio e le dà una somma di denaro.  James e Queen si incontrano sul vialetto di fronte alla casa mentre James ritorna da una lunga ricerca quella mattina per ritrovarla.  Parlano brevemente, poi la ragazza continua ad allontanarsi.
Queen realizza a Florence con quanta facilità riesce a " passare " come una donna bianca, quindi decide di farlo;  lì compra un biglietto di sola andata e cavalca una o più diligenze trainate da cavalli (in un viaggio improbabile) a Charleston , nel Sud Carolina .
In una mensa della carità, Queen incontra Alice, un'altra giovane donna "mulatta" dalla pelle chiara che si fa passare anch'ella come bianca.  Alice fa amicizia con lei, la porta nel suo appartamento, la pulisce, le insegna a ballare e camminare e la porta in una sala da ballo bianca, dove incontra l'amico gentiluomo bianco di Alice, George, che lavora in un negozio di fiori.
Mentre è al lavoro, Queen incontra Digby, un ex soldato confederato ferito, che rapidamente si innamora di lei e presto si propone.  La ragazza accetta, quindi dice ad Alice, che insiste sul fatto che un tale matrimonio sarebbe sciocco e la spinge fortemente a rompere il fidanzamento.
Tuttavia Queen, ingenua e volitiva, decide di andare nell'appartamento di Digby, con l'intenzione di interrompere il fidanzamento.  Digby, dopo una svolta sorprendente, inizia a sedurla con l'aiuto di una dose di laudano .  Mentre la ragazza si oppone e resiste, lei sbotta fuori che è nera.  Digby di conseguenza va su tutte le furie, la picchia, la violenta e la butta fuori.
La ragazza quindi ritorna da Alice, che la butta fuori, per proteggere la propria posizione e reputazione.  Il giorno dopo, dopo una miserabile notte in un campo di neri senzatetto, la regina barcolla in un incontro di una chiesa nera, dove riceve molto aiuto da una donna gentile, che in seguito la porta a casa di due signore presuntuose e bigotte , Miss Mandy e Miss Giffery, che la assumono come domestica.
Qualche giorno dopo Davis, un giardiniere ed ex schiavo, arriva nel cortile in cerca di lavoro.  Queen e Davis iniziano un'amicizia, che si trasforma in romanticismo e successivamente in un rapporto intimo che la ingraviderà.  La regina pensa prima ad un aborto , poi decide di tenere il bambino, così si confronta con Davis, che la invita a incontrarlo alla stazione ferroviaria, presumibilmente a nord.
Anche se aspetta alla stazione fino a tarda sera, Davis non appare, quindi torna tristemente dalle anziane padrone.  La signorina Mandy la etichetta come una cattiva ragazza impudente e una peccatrice, ma lei e Miss Giffery le permettono di rimanere.  A tempo debito le due zitelle, in qualità di ostetriche , assistono alla nascita di un bambino sano. Queen vuole dargli il nome di David , ma le due donne preferiscono il nome Abner .  Un ministro bianco battezza il bambino, prevedibilmente, come Abner.  In sua assenza le padrone occupano sempre più tempo con Abner, apparentemente con l'intenzione di allevarlo come se fosse loro.  Alla fine una notte la regina fugge e si dirige a nord con Abner di 6 mesi in braccio.

### Parte 3
A un negozio e a una mensa di un incrocio, Queen incontra la signora Benson, una madre bianca della classe medio-alta di un figlio di 15 mesi, per il quale ha bisogno di un'infermiera .  Si dirigono verso la casa di Benson, a Beaufort, nella Carolina del Sud, che è a sud, non a nord, di Charleston (e che è sulla strada per Savannah , in Georgia , ma non in direzione diretta per Savannah , Tennessee , destinazione di Queen).
Quando la regina e la signora Benson arrivano a Beaufort, incontrano il signor Benson in mezzo a una folla di ex schiavi neri arrabbiati, che si batte per più paga e più rispetto, sotto la voce persuasiva e l'agitazione di Davis, il padre di Abner.  Più tardi Queen trova Davis, lo affronta, lo rimprovera per aver abbandonato lei e Abner.  Alla fine si riconciliano.
Tuttavia la signora Benson inganna la Regina e usa lei e Abner in modo tale da permettere al Sig. Benson, un leader del Ku Klux Klan locale, di trovare e catturare Davis.  La signora Benson, fingendo preoccupazione per la sicurezza di Davis, esorta la protagonista a lasciare Abner con sé in sicurezza e ad affrettarsi verso Davis e avvertirlo che è in imminente pericolo per colpa delle retate del Klan.  Lei se ne va, e un Klansman segue.  Quando torna a casa di Benson, apprende che Abner non c'è, e la signora Benson dice che Abner "sta facendo il lavoro di Dio stanotte".  La mattina dopo la regina va nella capanna di Davis, dove trova il suo corpo impiccato e carbonizzato, insieme ad Abner, in una gabbia di pollo di legno ai piedi di suo padre.
Nella scena successiva Queen e Abner, ora un bambino di circa due anni, camminano insieme e, vicino a Savannah, nella Contea di Hardin , nel Tennessee, salgono su un piccolo traghetto di legno, dove incontrano Alec Haley, che gestisce il traghetto insieme a suo figlio Henry.  Mentre attraversa un fiume, Alec chiede a Queen dove vuole andare e lei risponde "Nord".  Alec percepisce di conseguenza la natura generale della situazione della protagonista e il suo motivo.
Alec gentilmente la persuade a tornare sul lato sud, dicendo che nel Nord lei troverà solo "il freddo e gli yankees dal cuore freddo"; così lei acconsente.  Presto Alec introduce Queen a Dora, la cuoca nella casa del signor Cherry, vedovo, dove trova un lavoro come cameriera.
Queen, rimuginando sulle sue deprecabili esperienze, adotta un atteggiamento difensivo e sgradevole, che diventa evidente a tutti quelli che la circondano.  Dora le dice "E 'ora che tu capisca chi sono i tuoi amici, Missy", e Mr. Cherry le dice "Sei la cameriera più strana che abbia mai avuto".  Più tardi Alec la descrive come "incapace di parlare pacificamente ad un'anima vivente" e "odiosa con il mondo per qualunque cosa gli abbia fatto".  Tuttavia, Queen risponde a quelle parole utili permettendo a un'amicizia di svilupparsi tra Alec e se stessa e cambiando i suoi atteggiamenti.  Presto Mr. Cherry commenta: "Accende davvero questo vecchio posto quando sorride", e suggerisce, "Speriamo solo che continui".
Il rapporto tra Queen e Alec si trasforma in romanticismo, il che si traduce non solo in un matrimonio, in cui Mr. Cherry consegna la sposa, ma anche, alla fine, alla nascita di un altro bambino, che lei chiama Simon.  Ella esprime grandi speranze per il futuro di Simon, prevedendo che sarà "magnifico".
Quando Simon completa il sesto grado, il momento in cui i ragazzi neri del Sud tradizionalmente abbandonano la scuola per iniziare il lavoro a tempo pieno nei campi, come fecero Henry e Abner, l'insegnante di Simon commenta alla madre del ragazzo che lui è "il miglior studente del distretto".  Alec discute vigorosamente con Queen contro Simon che rimane a scuola, ma la stessa presenta una logica persuasiva, e alla fine accetta di "sprecare" uno dei tre ragazzi (negli Stati Uniti le scuole superiori non esistevano generalmente fino al 1910 circa, e iniziarono nelle città più grandi e ricche.)
Un giorno Queen porta Abner e Simon a Forks of Cypress, la piantagione di Jackson, per mostrare loro dove è cresciuta e condividere i suoi ricordi della sua infanzia.  Quando arrivano lì, si svolge il funerale di James Jackson, suo padre, e lei ne fa gil ossequi da lontano. Poi mostra ai suoi figli la tenuta dove visse da ragazza, insieme alla tomba di sua madre Ester e alla villa di Jackson.  Lizzie Jackson, all'interno della casa, la avvicina amaramente e le dice che non è a casa, perché la villa non è mai stata veramente la sua casa.  Di conseguenza se ne va velocemente, sentendosi di nuovo triste e rifiutata dal lato bianco della sua famiglia.
A tempo debito, Simon diventa il primo ragazzo nero di Savannah a completare la scuola elementare e, dopo un altro importante disaccordo a casa, Simon inizia a fare progetti per andare alla scuola normale a Memphis , nel Tennessee.
Inoltre, Abner annuncia che anche lui vuole uscire dal mondo in cui è vissuto per fare la sua strada.  Alec acconsente a malincuore, ma Queen obietta fortemente, probabilmente a causa in parte dei suoi amari ricordi del tempo in cui le due zitelle di Charleston cercavano di portare Abner lontano da lei.
Questo confronto porta ad un conflitto tra Queen da una parte e Alec e Abner dall'altra, in cui lei rivela in maniera isterica ad Abner che Alec non è il suo vero padre.  Sentendosi ancora sconvolta e agitata e lasciando che i suoi sentimenti distraggano la sua attenzione, mentre alimenta il fornello a legna in ghisa, provoca o permette a una fiamma di avvampare un fuoco, che a sua volta comincia a bruciare il suo lungo vestito.  Così corre fuori di casa e nel bosco circostante.  Il fuoco nel vestito si estingue e Queen subisce solo ferite fisiche minime.  Tuttavia, ricordando indubbiamente la spaventosa scena in cui ha scoperto il corpo carbonizzato e strangolato di Davis appeso a un cappio, si nasconde nell'erba alta in preda ad un trauma emotivo, mentale o psicologico, che a sua volta induce Alec a trasferirla in un istituto di salute mentale a Bolivar , Tennessee, a circa 50 miglia da casa.
Alec comprende, e dice separatamente a Queen e Abner, che i problemi psicologici della loro madre e sua moglie derivano da eventi della sua vita che non ha mai discusso né con lui né con nessun altro.
Dopo diverse settimane nel deprimente "manicomio", qualcuno dello staff invia una richiesta di Queen al signor Cherry per farle visita.  Durante un incontro all'ospedale, Queen educatamente e umilmente racconta al suo ex datore di lavoro il desiderio di Abner di "trovare il proprio posto nel mondo".  Ma Queen e Alec hanno già dato tutti i loro soldi a Simon per la sua istruzione, così Queen chiede a Mr. Cherry un prestito di $ 50, che lui gentilmente si accorda di fare.  Ella lo ringrazia pienamente e ritorna con cortesia nella sua cella.
Presto decide che ha bisogno di tornare a casa, in modo che possa vedere i suoi figli quando se ne andranno, e convince il responsabile che sia guarita.  Alec la prende e la porta a casa sul loro carretto.  Queen e Alec portano Abner e Simon sul traghetto sul fiume Tennessee e, sul lato ovest del torrente, mettono i loro figli a bordo di una carrozza diretta a Memphis, circa 116 miglia a ovest di Savannah.
Tornati a casa, l'anziana coppia si siede sulla veranda, e Queen inizia a raccontare ad Alec della sua vita, iniziando dal suo periodo di schiava con Jane nella piantagione di Jackson.

## Personaggi e interpreti
- Queen, interpretata da Halle Berry e da Raven-Symoné (da bambina).
- Sally Jackson, interpretata da Ann-Margret.
- James Jackson Jr., interpretato da Tim Daly.
- Parson Dick, interpretato da Ossie Davis.
- Alec Haley, interpretato da Danny Glover.
- Easter, interpretata da Jasmine Guy.
- James Jackson Sr., interpretato da Martin Sheen.
- Dora, interpretata da Madge Sinclair.
- Miss Mandy, interpretata da Sada Thompson.
- Jack, interpretato da Paul Winfield.